# Dipturus lemprieri
Dipturus lemprieri és una espècie de peix de la família dels raids i de l'ordre dels raïformes.

## Morfologia
- Els mascles poden assolir 52 cm de longitud total.[4][5]

## Reproducció
És ovípar i els ous tenen com unes banyes a la closca.

## Alimentació
Menja peixos i crustacis bentònics.

## Hàbitat
És un peix marí, de clima temperat (35°S-45°S) i demersal que viu entre 0–170 m de fondària.

## Distribució geogràfica
És un endemisme d'Austràlia.

## Observacions
És inofensiu per als humans.